# 曲枢
曲枢（クチュ、? - 1311年）は、モンゴル帝国に仕えた将軍の一人。

## 概要
曲枢の先祖は「西土の人」で、テュルク系民族であったと見られる。曾祖父の達不台、祖父の阿達台、父の質理花台はいずれもモンゴル帝国に仕えており、王爵を追封されている。また、「阿達台」を『元朝秘史』の功臣表で48位に列せられる「ウドタイ（兀都台）」と同一人物であるとする説もある。
曲枢は7歳の時に両親を失ったが、既に沈着冷静な性格であったため、若くしてココジン・カトンのオルドに仕えることになった。アユルバルワダ（後の仁宗ブヤント・カアン）が幼いときから身近に仕え、長じるとその側近となった。
1307年（大徳11年）、オルジェイトゥ・カアン（成宗テムル）が亡くなると、その寡婦のブルガン・カトンは自らの地位を保つため安西王アナンダを擁立しようとした。これに反発したハルガスンらは密かにカイシャン、アユルバルワダ兄弟に連絡をとり、より近くにいたアユルバルワダは母のダギとともにクーデターを起こしてブルガン、アナンダらを捕らえた。その後、遅れて到着したカイシャンがクルク・カアン（武宗）として即位すると、曲枢はこの政変でアユルバルワダを補佐した功績により栄禄大夫・平章政事・行大司農の地位を授けられた。その後も要職を歴任し、最終的には太保・録軍国重事・集賢大学士・大司農となったが、1311年（至大4年）に亡くなった。
バイドゥ（伯都）とベク・テムル（伯帖木児）という息子がおり、両者とも大元ウルスの高官として活躍した。